# Строгановское барокко

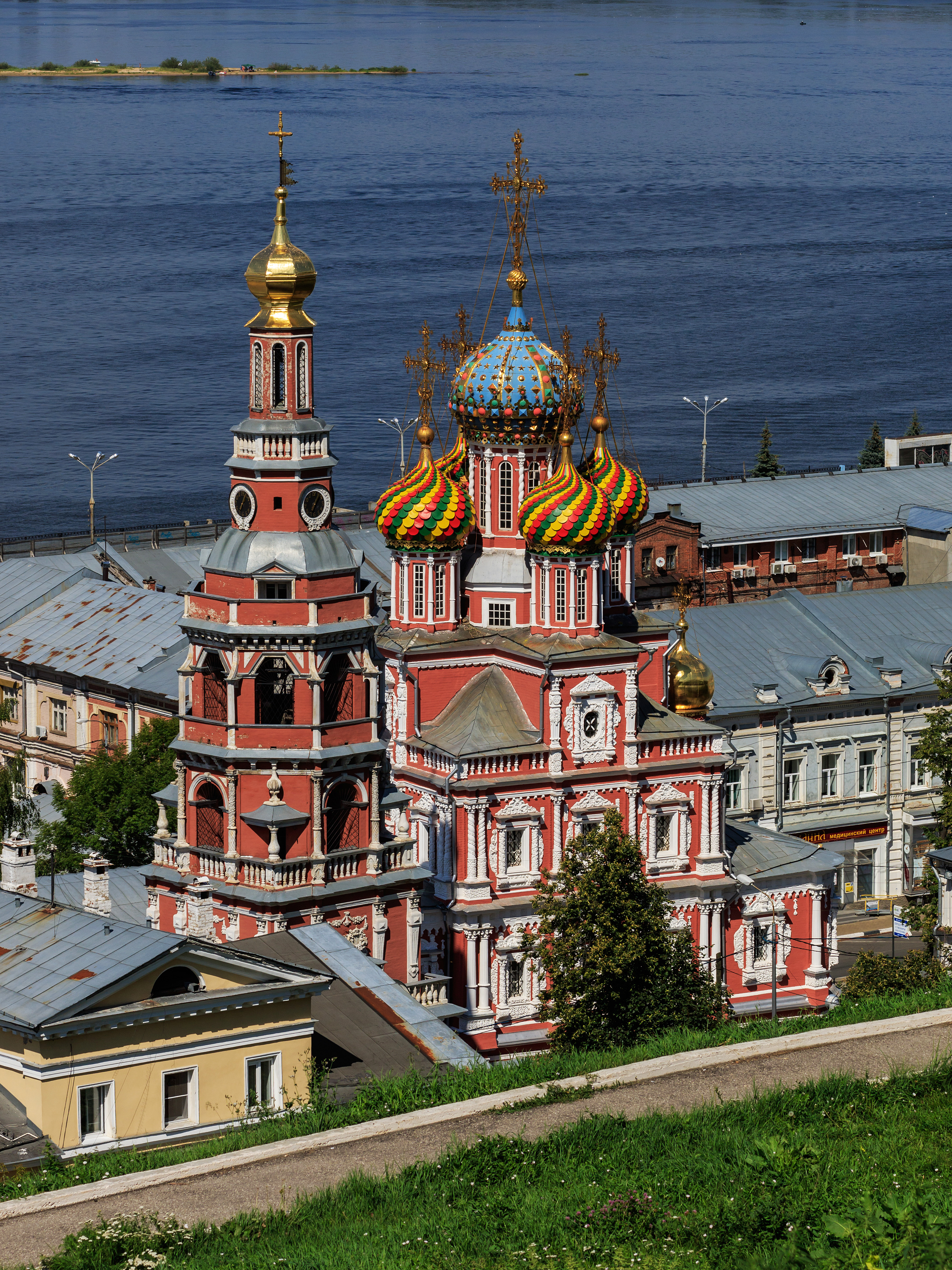
Рождественская церковь в Нижнем Новгороде

Строгановский стиль — название стилистического направления русской архитектуры конца XVII — начала XVIII века, свойственного постройкам, возведенным по заказу промышленника Григория Дмитриевича Строганова (1656—1715).
От наиболее радикальных памятников московского барокко строгановские постройки отличает сохранение традиционного для русского храма пятиглавого силуэта, на который наносится крайне пышный и дробный, словно вылепленный от руки барочный декор.

## Примеры
- Введенский собор в Сольвычегодске (1689—1693, освящён в 1712 году)
- Иоанно-Предтеченская церковь Троице-Сергиевой лавры (1693—1699)
- Казанская церковь в Устюжне (1694)
- Смоленская церковь в селе Гордеевке (1694—1697) Балахнинского уезда Нижегородской губернии
- Рождественская церковь в Нижнем Новгороде (1696—1719, пострадала от пожара в 1701 году, освящена в 1719 году)
- Спасо-Преображенский собор в Усолье (1727)

Помимо этих заказов собственно Строгановых, к строгановскому направлению нередко относят стилистически близкие памятники культового и гражданского зодчества:
- Никольская церковь в селе Ныроб (1705)
- Троицкий собор в Верхотурье (1712)
- Церковь Николы «Большой крест» в Москве (1694—1697)
- Троицкая церковь в Дединово (1697—1700)
- Палаты Строгановых в Усолье (1724)